# Güdesweiler
Güdesweiler ist einer von vier Ortsteilen der saarländischen Gemeinde Oberthal im Landkreis St. Wendel.

## Geographie
Güdesweiler liegt im Naturpark Saar-Hunsrück.

## Geschichte

### Ortsgeschichte
Erstmals wird Güdesweiler im Jahre 1258 in einer Urkunde des Klosters Wörschweiler urkundlich erwähnt. Die nächstbekannte urkundliche Erwähnung ist im Jahr 1629 im Saalbuch der Abtei Tholey, aus der hervorgeht, dass die Meyerei Güdesweiler zu diesem Zeitpunkt 20 Häuser umfasste.
Der Ort war bis 1814 dem Kanton Tholey zugeordnet, im Département Moselle. Am 1. Januar 1974 wurde Güdesweiler in die Gemeinde Oberthal eingegliedert.

### Pfarrzugehörigkeit
Güdesweiler gehörte ehemals zur Pfarrei Bliesen. Im Rahmen der Entstehung der Pfarrei Namborn kam es 1803 zur Pfarrei Namborn. 12. August 1922 – Errichtung der Kapellengemeinde Güdesweiler, 25. November 1941 – Errichtung der Vikarie Güdesweiler, 20. Mai 1947 – Errichtung der Pfarrei Güdesweiler.

## Politik
Der Ortsteil Güdesweiler bildet einen eigenen Gemeindebezirk und hat ein eigenes Ortswappen.

## Wirtschaft und Infrastruktur

Steinbruch oberhalb des Friedhofs (Panoramabild)
Koordinaten: ;

In einem Steinbruch wird seit 1965 ein eisen- und glimmerarmer Rhyolith abgebaut, der in dieser Gegend im Volksmund fälschlicherweise als „Feldspat“ bezeichnet wird. Im Brechwerk des Steinbruchs wird das Rohmaterial zu sogenanntem „Grand“ verarbeitet.

Das gleiche Gestein wird auch in Steinbrüchen bei Steinberg-Deckenhardt
(49° 32′ 21″ N, 7° 5′ 34″ O
bzw. 49° 32′ 52″ N, 7° 6′ 14″ O),
Türkismühle (49° 35′ 32″ N, 7° 6′ 58″ O) und
Ellweiler (49° 36′ 14″ N, 7° 8′ 19″ O) abgebaut.

### Verkehr
Durch den Ort führen zwei Landesstraßen (Verbindung Oberthal bis Steinberg-Deckenhardt sowie von Güdesweiler bis Namborn).

## Kultur und Sehenswürdigkeiten

### Bauwerke
Die Christkönig-Kirche  wurde 1928 erbaut.
Die Valentinskapelle wurde zwischen 1761 und 1764 von dem Eremiten Johann Nonninger erbaut. Nonninger wollte der Sage nach so seinen inneren Frieden wiederfinden, da er am Ertrinken eines jungen Juden schuld gewesen sein soll.
Das 1793 errichtete Millpetersch' Haus, ein Bauernhaus, dient heute als Museum. Die Funktionsräume (Web- und Spinnstube, sowie Schuh- und Korbmacherwerkstatt) sind noch erhalten. Außerdem ist ein Kolonialwarenladen und eine Münzsammlung zu besichtigen.

### Straße der Skulpturen
1979 wurde die Straße der Skulpturen auf Initiative von Leo Kornbrust, dem Gründer des Internationalen Steinbildhauersymposiums St. Wendel e. V.,  errichtet. Sie verläuft an Güdesweiler vorbei und ist dem Bildhauer Otto Freundlich gewidmet. Insgesamt umfasst die Straße 22 Skulpturen, die von internationalen Bildhauern gestaltet worden sind.

## Sonstiges
Auszeichnungen beim Wettbewerb des Bundes Unser Dorf soll schöner werden (mittlerweile Unser Dorf hat Zukunft) für das Saarland:
- 1969: Silber
- 1971: Gold[4]

## Persönlichkeiten
- Karl Rauber: ehem. Kultus-Minister des Saarlandes
- Roman Schmidt: Ortsansässiger Fahrlehrer.
- Timo Backes: Ortsvorsteher.
- Fabian Koster: Vorsitzender Löschbezirk Güdesweiler.
- Björn Gebauer: Bürgermeister.
- Heike Schmidt: Floristin und Inhaberin eines Blumengeschäfts.
- Dennis Benning: Kapitän SF Güdesweiler.
- Bernd Decker:  Brotflüsterer (Bäcker).